# ديوغو أكوستا
ديوغو دا سيلفا فارياس المعروف بديوغو أكوستا لاعب كرة قدم برازيلي من مواليد 13 يونيو 1990، يلعب في خط الهجوم في نادي دبا الفجيرة.
لعب سابقاً في نادي دبا الفجيرة الإماراتي ونادي الخور القطري ونادي الإمارات ونادي الظفرة.

## روابط خارجية
- ديوغو أكوستا على موقع رابطة كرة القدم اليابانية للمحترفين (اليابانية)
- ديوغو أكوستا على موقع دوري كوريا الجنوبية (الإنجليزية)
- ديوغو أكوستا على موقع قاعدة بيانات كرة القدم.إي يو (الإنجليزية)
- ديوغو أكوستا على موقع Soccerway.com (الإنجليزية)
- ديوغو أكوستا على موقع عالم كرة القدم.نت (الإنجليزية)